# Protentomon berlesei
Protentomon berlesei – gatunek pierwogonka z rzędu Acerentomata i rodziny Protentomidae.
Gatunek ten opisany został w 1969 roku przez Josefa Noska, który jako lokalizację typową wskazał Colli Euganei koło Padwy.
Głowa z pseudooczkiem bez otworu środkowego. Tergity odwłokowe od drugiego do szóstego mają po dwie szczecinki w przednich rzędach. Na szóstym sternicie obecnych sześć szczecinek.
Gatunek europejski, endemiczny dla Włoch. Wykazany dotąd z Wenecji Euganejskiej, Ligurii, Piemontu i Sardynii.